# Mercedes-Benz Vaneo
Mercedes-Benz Vaneo – samochód osobowy typu kombivan segmentu B produkowany przez niemiecki koncern Mercedes-Benz w latach 2001–2005.

## Historia modelu

Mercedes-Benz Vaneo - tył

Pojazd został skonstruowany w oparciu o rozwiązania techniczne pierwszej generacji klasy A. Mimo swojej nazwy pojazd nie został oparty na żadnym vanie, co odróżniało go od innych pojazdów tego segmentu z czasu produkcji (jak m.in. Vito. Po klasie A Vaneo odziedziczył przedni napęd oraz ograniczenie do czterocylindrowych silników.
Sprzedaż Mercedesa Vaneo utrzymywała się na dobrym poziomie, producent postanowił jednak w celu poprawy jakości odświeżyć całą gamę swoich modeli, co doprowadziło do zakończenia produkcji po zaledwie trzech latach. Samochód nie otrzymał bezpośredniego następcy, a do koncepcji kombivana (tym razem większej klasy kompaktowej marka powróciła dopiero w 2012 roku przy okazji premiery modelu Citan.

### Silniki
Wszystkie silniki stosowane do napędu Vaneo spełniały normę emisji spalin Euro 3. Występowały jednostki benzynowe, R4 1.6 (w dwóch wariantach mocy) i R4 1.9 oraz wysokoprężny motor R4 1.7. Oprócz tego nabywca mógł wybierać spośród trzech 5-biegowych skrzyni biegów: manualnej, przekładni z automatycznym sprzęgłem (ACS) oraz tradycyjnego automatu.
| Lata produkcji       | Wersja/ Skrzynia biegów  | Silnik            | Moc maksymalna                     | Maks. moment obrotowy       | Prędkość maksymalna | 0–100 km/h        | Śr. zużycie paliwa | Emisja CO2        |
| Silniki benzynowe    | Silniki benzynowe        | Silniki benzynowe | Silniki benzynowe                  | Silniki benzynowe           | Silniki benzynowe   | Silniki benzynowe | Silniki benzynowe  | Silniki benzynowe |
| -------------------- | ------------------------ | ----------------- | ---------------------------------- | --------------------------- | ------------------- | ----------------- | ------------------ | ----------------- |
| 2002–2005            | Vaneo 1.6 82 Manual/ACS  | R4 1,6 l          | 82 KM (60 kW) przy 5000 obr./min.  | 140 N·m przy 2500 obr./min. | 155 km/h            | 15,8 s            | 7,8 l / 100 km     | 187 g/km          |
| 2002–2005            | Vaneo 1.6 102 Manual/ACS | R4 1,6 l          | 102 KM (75 kW) przy 5250 obr./min. | 150 N·m przy 4000 obr./min. | 167 km/h            | 13,5 s            | 8,0 l / 100 km     | 192 g/km          |
| 2002–2005            | Vaneo 1.6 102 TouchShift | R4 1,6 l          | 102 KM (75 kW) przy 5250 obr./min. | 150 N·m przy 4000 obr./min. | 163 km/h            | 14,3 s            | 8,3 l / 100 km     | 199 g/km          |
| 2002–2005            | Vaneo 1.9 125 Manual/ACS | R4 1,9 l          | 125 KM (92 kW) przy 5500 obr./min. | 180 N·m przy 4000 obr./min. | 180 km/h            | 10,8 s            | 8,2 l / 100 km     | 197 g/km          |
| 2002–2005            | Vaneo 1.9 125 TouchShift | R4 1,9 l          | 125 KM (92 kW) przy 5500 obr./min. | 180 N·m przy 4000 obr./min. | 175 km/h            | 11,1 s            | 8,5 l / 100 km     | 204 g/km          |
| Silniki wysokoprężne |                          |                   |                                    |                             |                     |                   |                    |                   |
| 2002–2005            | Vaneo 1.7 CDI 75 Manual  | R4 1,7            | 75 KM (55 kW) przy 3900 obr./ min. | 160 Nm przy 1500 obr./min.  | 150 km/h            | 19,5 s            | 5,7 l / 100 km     | 157 g/km          |
| 2002–2005            | Vaneo 1.7 CDI 91 Manual  | R4 1,7 l turbo    | 91 KM (67 kW) przy 4000 obr./min.  | 180 N·m przy 1600 obr./min. | 160 km/h            | 16,0 s            | 5,9 l / 100 km     | 174 g/km          |